# Jújols
Jújols (['ʒuʒuls], oficialment en francès igual, però sense accent) és una comuna de la Catalunya del Nord, a la comarca del Conflent, de la Catalunya del Nord.

## Etimologia
Joan Coromines atribueix l'origen del nom del poble a un ètim cèltic, ialon (clariana), possiblement amb la forma ivo (teix) prefixada: la clariana del teix, doncs. Descarta, per tant, l'altra etimologia proposada per diversos autors, que feien venir aquest topònim de l'arrel del mes de juliol (Juliolus), que, en tot cas, seria una llatinització forçada del nom original preromà.

## Geografia

### Localització i característiques generals del terme

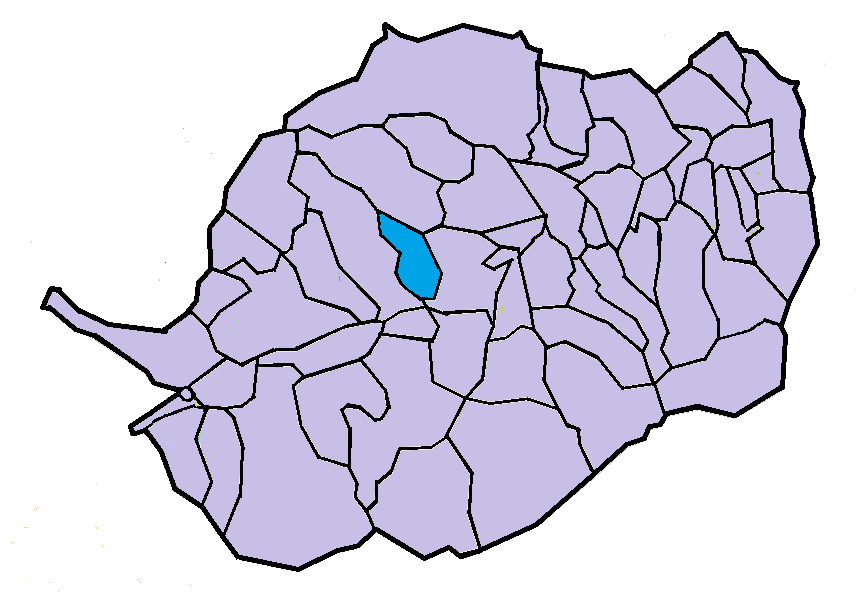
Situació de la comuna de Jújols en el Conflent

El terme comunal de Jújols, de 101.100 hectàrees d'extensió, és situat a l'esquerra de la Tet, riu que, tanmateix, no arriba a tocar, ja que l'en separen unes franges de territori dels termes veïns d'Oleta i Èvol i de Serdinyà. És a ponent del centre de la comarca.
És un terme muntanyós, conformat per dues valls que baixen del Mont Coronat, de 2.170 m alt, situat a l'extrem nord-oest del terme i punt més elevat de la comuna. Des del Mont Coronat davallen cap al sud, lleugerament decantat al sud-est, el primer, i cap al sud-est, el segon, dos termenals que no segueixen clarament carenes, sinó que alternen les petites valls que van travessant amb carenes que només travessen. Aquests termenals arrenquen del mateix Mont Coronat i marquen a occident el termenal amb Oleta i Èvol i a orient, amb Noedes i Serdinyà. La primera línia termenal s'adreça al Roc de Cantallops, de 1.844 m alt, el Roc de les Malleres, de 1.616,7, el Pla de la Roca, de 1,353,4 i davalla fins a tocar la carretera general, sense arribar a la Tet, a 593,9. La segona, des del Mont Coronat baixa cap al Roc de l'Ermità, de 2.053,6 m alt, després cap a la Serra Cremada, puja a la Pica del Migdia, de 1.923,5, continua per la Serra de la Pelada, fins que arriba a la Collada de Jújols, de 1.756,5. En aquell punt es troben els dos termes esmentats, Noedes i Jújols, amb el de Serdinyà.
El termenal amb aquest darrer terme adopta una forma còncava, referit al terme de Jújols, adreçada a llevant. Des de la Collada baixa cap al Roc de Sant Julià, a 1.699,7 m alt, la Font i la Cova dels Fornells, a 1.464,5, i continua baixant progressivament pel costat oest de la carena cap a la Font del Meler (1.091,2) i la partida de Molló (950), cap al Comall de Riells, que travessa a 583,1 m alt. Just en atènyer aquest torrent, el terme de Jújols es manté paral·lel a la Tet, a una distància d'entre 30 i 90 metres, sense arribar a tocar mai el riu.
Al mig del terme, i separant les dues valls que el formen (la del Torrent de Burguera, o Comall de Claranell en el seu últim tram, a ponent i la del Còrrec de la Vall, o Comall de Riells en el seu tram final, a llevant), hi ha la carena on es troba el poble de Jújols; aquest poble és a 969,5 m alt. El punt més baix del terme és l'extrem sud-est del terme, ran de la carretera general, a 574 m alt.
Termes municipals limítrofs:
|              | Noedes |          |
| Oleta i Èvol |        | Serdinyà |
|              |        |          |

### Jújols

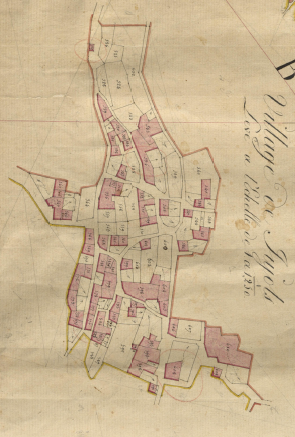
Jújols en el Cadastre napoleònic del 1812 (Arxius Departamentals dels Pirineus Orientals, ADPO)

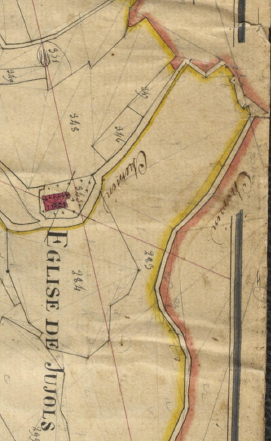
L'església de Jújols en el Cadastre napoleònic del 1812 (ADPO)

El poble de Jújols s'estén, esglaonat, damunt d'un pendís de la muntanya, un contrafort sud-est del Mont Coronat, amb l'església de Sant Julià i Santa Basilissa de Jújols i el cementiri a 150 metres al sud-oest i a menys altitud que el poble. És a la zona central del terç meridional del terme.
A prop al sud-est del poble hi ha les restes de la Capella d'en Maria, o de Santa Maria, i més al sud-est, en un revolt de la carretera, hi ha l'oratori o capella de Santa Anna de Jújols.

### Cleranell
El lloc desaparegut de Cleranell era damunt la Via Confluentana, a migdia i sota del poble de Jújols. Era un feu que constava, almenys, d'un antic alberg o hostal; és esmentat el 1011 (Cleranell), el 1225 (honores de Cleranello), el 1414 (cabana de Cleranell) i el 1603 (hostal de Cleranell).

### Santa Coloma del Castelló
La capella de Santa Coloma del Castelló és documentada com a ad castello abans del 878, i fins al 1699 (Santa Coloma al Castello). Només se'n conserven les ruïnes, però es coneix que era en el camí de Jújols a Oleta, a l'indret conegut com el Lloser Vell. Tant el mateix topònim com el fet que el lloc es conegui com a lloser semblen suggerir l'existència en aquell indret d'un castelló o torre de guaita, cosa que la seva mateixa geografia justificaria.

### Els masos del terme
El de Jújols no és un terme, a causa de la seva orografia, propici per a l'existència de masos fora del petit nucli urbà. Per això només s'hi poden trobar la Molina i un bon conjunt de construccions dedicades, principalment, a les activitats relacionades amb el pastoreig, algunes d'ells noms antics, ja desapareguts: la Cabana de Cleranell, o Colomer, dos cortals sense nom, la Cortalassa, o Cortalassa d'en Jaulent d'Èvol, el Cortal Climent, el del Batlle, o d'en Broc, el de les Molleres, el del Frare, o, també, d'en Broc, el del Gravat, o Hulló, el del Jaulentó, o Jaulent, el del Millet, o d'en Maria, els dos, en llocs allunyats, del Silvestró, o, també, Jaulent, el d'en Botet, els dos, també lluny un de l'altre, d'en Broc, els dos d'en Brunet, un d'ells abans, d'en Copet, el d'en Copet, diferent de l'anterior, el d'en Maria, el d'en Peirer, el Cortal Hulló, el Cortal Nou, els Cortals, els Cortals del Peiró i l'Orri de l'Esquenta. Esment a part mereix l'Alberg de Muntanya o d'Etapa, que funciona com un mas.

### Hidrònims

#### Cursos d'aigua
Tot i no haver-hi en tot el terme de Jújols cap riu d'importància rellevant, sí que hi ha un bon conjunt de cursos discontinus d'aigua, que conformen les dues valls principals del terme. A ponent, la vall del Torrent de Burguera, anomenat Comall de Cleranell en el seu tram inferior. El Torrent de Burguera, o de les Bragues, es forma al nord-oest de la zona central del terme de Jújols, en un circ de muntanyes on hi ha moltes fonts: Font d'Arques, Font de Fullanac, Font del Saltador, etc. Formen el Torrent de Burguera uns quants torrents de muntanya: el Torrent de la Jaça de n'Arnauto, el Comall o Torrent del Prat d'en Jújols, el Comall del Saltador, o d'en Beç, el Comall d'Agre, el Comall Hulló, a més d'altres de menors. A mesura que davalla cap al sud, el Torrent de Burguera va rebent d'altres afluències: Comall de Fullanac, abans, del Prat de la Dona o Torrent del Canemàs, Comall de la Font de Fullanac, la Coma d'Arques, Comall de la Garriga, Comall de Falguera i Torrent de Potis, a partir del qual se l'anomena ja Comall de Cleranell.
A llevant, el Comall de la Vall, abans Torrent dels Noguers, anomenat Comall de Riells o Riell en el seu tram final, que s'origina en el sector nord-est del terme, prop del límit amb Noedes. En el primer tram s'anomena Còrrec de Font Ixent, al qual s'uneix els comalls de les Voltes, amb el Fangal de la Collada, de l'Eirola i de Saó; després, encara rep la Coma d'en Boscà, el Comall de Torà i, el més important de tots, el Còrrec del Freixinell, o Torrent del Viot, abans Torrent de Serramitjana. Aquest darrer torrent aporta també el Comall de la Corbatera, el del Picotí, el del Solà, el de Meler, abans de Males, o del Paül de Males i el Torrent de la Mola, a partir del qual s'anomena ja Comall de Riells. En el tram final, a més, h¡i arriba el Comall de Tors Major.
A l'extrem sud-oest del terme, en part fronterer amb Oleta i Èvol, hi ha el Comall de Santa Coloma, o de les Teixoneres, amb el de la Llobatera, abans, Comall de Catlles, continuació del Comall del Pi. D'altra banda, a l'extrem nord-oest del terme, en els vessants sud-orientals del Mont Coronat, es generen bàsicament tres còrrecs que neixen en terme de Jújols, però passen de seguida cap al terme d'Oleta i Èvol. Són el Comall de Bones, el Còrrec de Cantallops, el Comall de Torrents i el Còrrec de Fontfreda, amb el de Molleres.
Hi ha alguns cursos d'aigua documentats, però que no s'han pogut identificar: el Comall del Camp d'Arques, el del Girant de Santa Coloma, el del Roc de Sant Julià, el Torrent de Castelló, el de les Clotades i el del Cirer, a més dels Fangals.

#### Canals d'irrigació
En el terme de Jújols hi ha, o s'inicien o hi acaben, alguns canals de reg, com el Rec del Jandó, el Rec Nou d'Oleta (a Oleta anomenat Rec Nou de la Vila), el Rec Nou de Serdinyà (anomenat simplement Rec Nou a Serdinyà) i el Rec de Jújols.

### Orònims
Els topònims que desvetllen formes de relleu o indrets geogràfics específics del terme de Jújols són: obagues: el Bac, el Bac dels Carboners; avencs: el Forat dels Cans; boscs: el Bosc de Jújols, o Bosc Comú, o Bosc Comunal de Jújols, el Bosc d'Oleta, o de Cantallops, la Pinosa de Guillem Riu, la Pinosa de l'Eirola, la Pinosa del Gravat, el Bosc de Fontfreda, el Bosc de la Mera i el Bosquet, els tres darrers noms antics; clots: el Clot, el Clot d'en Codony, a més del Clot de la Roca de la Castella (nom antic); collades: Coll Diagre i la Collada de Jújols, o la Collada; comes: la Coma, Coma d'Arques, Coma del Fornàs, les Comelles o Escomelles, la Cometa i els noms antics de la Coma de la Guilla i la de Montellà; costes: la Costa i la Costa de l'Eirola; coves: la Cova del Fornell; muntanyes: Mont Coronat; planes: Pla de Campanyà, Pla de la Corbatera, Pla de la Roca, Pla de l'Ast, Pla de l'Orri, el Planell del Bosquet, les Planelles, abans, els Planells, i Planeses, o Pla de Planeses; serres i serrats: el Cassanac, abans la Serra de Cassanac,

### El terme comunal
Els indrets específics o partides del terme jujolat són els Alous, les Arces, o l'Arcer, les Arques de Serramitjana, l'Assestador, o el Sestador, Camaret, Camàs, el Camí de Coll Diagre, el Camí de la Bastida, el Camp de Font Ixent, el Camp de la Carrera, el Camp de la Creu, el Camp de la Serra, el Camp del Brunet, el Camp del Castell, el Camp del Clot, el Camp del Diumenge, el Camp del Draper, el Camp de les Arces, el Camp del Noguer, el Camp de l'Orri, el Camp del Pas, el Camp del Pla, el Camp del Torroella, el Camp de Tors, o d'en Pujol, el Camp Llong, el Camp Nantiller, els Camps de la Font, els Camps de la Iglesi, els Camps dels Treus, el Camps Grans, Cantallops, el Capdamunt de la Garriga, les Carboneres, Cassabrú, abans, Cassabra, Catlles, el Ceballar, Cebassos, abans Cebàs, Cleranell, la Closa, o la Closeta, la Colomina, els Cortals, el Costal del Rentador, la Cotiva, la Devesa de Nadal, la Devesa de Sant Andreu, la Devesa de Tots Sants, l'Eirola, o l'Erola, les Esquerdes de Mont Coronat, el Falguerar, o la Falguera, la Feixa de la Torriola, la Feixa d'en Maria, la Feixa del Puig, les Feixes, les Feixes del Comall d'en Bes, les Feixes del Roc dels Quers, Font Dellà, o de la Santa Família, Fontfreda, Font Ixent, Font Ixent Baix, les Fonts Roges, els Forcants, abans el Forcant dels Torrents de Freixinell, el Fornàs, les Forques, el Fossar, el Freixinell, abans la Jaça del Freixonell, Fullanac, la Garriga, o la Garriga de Santa Coloma, el Geneguer, les Graules, els Horts de la Font, Lassada, els Lloris, el Lloser Vell, o Lloser Vell de Santa Coloma, les Molleres, Morenses, la Nobreda, l'Oratori, Partint dels Camins, el Passador, o Passador d'en Bernadó, el Pas de l'Era del Roc de l'Orri, el Pas de Socs, el Paül Rost, el Peiró, la Pelada, les Pereres, la Placeta, la Poma, Potis, el Prat de la Iglesi, el Prat de la Dona, el Prat de la Mola, el Prat d'en Jújols, el Prat Roig, els Prats de l'Avi, el Puig, la Pujola, el Rentador, la Reserva Natural de Jújols, la Riba, Riells, la Roca d'en, o del, Micolau, el Roc de Cers, el Roc de la Burguera, el Roc de la Corbatera, el Roc de la Costa, el Roc de l'Àliga, el Roc de la Set, el Roc del Bosc, el Roc del Coloi, el Roc de les Molleres, el Roc dels Fornells, el Roc de Paül Rost, el Roc, o Roca, de Sant Julià, el Roc Estret, o Roca Estreta, el Roc Llarg, les Roques Planes, 
Són noms antics, ja en desús, Alapí, Albars, l'Alou d'en Jessa, l'Artiga, o el Passador, les Bragues, la Bruguera, el Camp de la Casa, el Camp de la Corrença, el Camp del Cap de la Font, el Camp del Nadret, el Camp del Poll, el Camp del Pou, el Camp del Puig, el Camp del Roc de Cers, els Camps del Puig, el Canemàs, el Castelló, la Cleda, Cogulls, el Costal del Ceballar, el Costal dels Carboners, el Costal dels Treus, Cotiu, Farnes, la Feixa de Poti, la Feixa del Serradell, o les Feixes del Serradell, les Feixes del Girant de Santa Coloma, les Feixes de Molleres, les Feixes de Santa Coloma, les Feixes de Serramitjana, les Feixetes, el Garraver, la Ginebrosa, la Jaça de Cassanac, la Jaça del Roc, la Jaça de n'Arnauto, Llaneses, la Llobatera, la Llosa d'en Pales, les Molleres de les Fonts Roges, Montellà, el Nadret, el Noguerol, el Pas de Flaçà, les Pedres Dretes, el Peiró de la Ginebrosa, el Pomerol, el Prat d'en Mesta, Quer Rodon, el Roc de Font Ixent, el Roc de l'Eirola, el Roc dels Quers, o de Quers, el Roc Roig, els Rocs de Coma d'Arques, la Roca de la Torriola, la Roca de les Salines, els Rocs de l'Oratori, els Rocs de Potis, .
Alguns topònims indiquen senyals termenals: el Roc Blanc, el Roc de Cantallops, el Roc de Guillem Riu, el Roc de la Coma del Fornàs, el Roc de la Llobatera, el Roc de la Planella, el Roc de la Secallosa, el Roc de la Serra, el Roc de la Teixonera, el Roc del Barri d'en Naudi, el Roc del Camp de la Pujola, el Roc del Camp del Pas, el Roc de Coll Diagre, el Roc del Comall, el Roc de l'Ermità, el Roc de les Creus, el Roc de les Escudelles, el Roc de les Estovalles, el Roc del Fall de la Tomasa, o, simplement, de la Tomasa, el Roc del Pas de la Roca, el Roc del Pla de Campanyà, el Roc del Puig de la Roca, el Roc dels Carboners, el Roc del Solà de Catlles, el Roc del Solà del Mig, el Roc del Solà de Molleres, el Roc del Viernès, el Roc del Xiorre, la Roca de la Collada, la Roca de la Pelada,

## Transports i comunicacions
Jújols és, com altres pobles que no són al fons del vall de la Tet, un poble mal comunicat, com es veu a continuació.

### Carreteres
Dues són les carreteres, una de les quals només travessa el terme de Jújols pel seu extrem meridional, lluny del poble cap de la comuna. Es tracta de la carretera N - 116 (Perpinyà - la Guingueta d'Ix), la carretera que fa d'enllaç bàsic del Conflent, que, venint de Perpinyà, té forma d'autovia fins a prop de Bulaternera. Aquesta carretera, que passa ran de la riba dreta de la Tet, majoritàriament, i a partir d'Oleta molts trams per l'esquerra, permet que des d'Oleta, on va a parar la carretera que baixa de Jújols, es vagi cap a Perpinyà cap a orient i cap a l'Alt Conflent i la Cerdanya cap a occident.
D'altra banda, hi ha la carretera D - 57 (Oleta - Jújols), que en 5,5 quilòmetres uneix aquestes poblacions. La carretera no té continuïtat més amunt de Jújols.

### Transport públic col·lectiu
Jújols no té cap servei de transport públic habitual. Com altres pobles petits, disposa del TAD (Transport a la demanda).

### Els camins del terme
Els camins interns del terme de Jújols són el Camí Clos, abans Via de la Torriola, el de Fontfreda, el de Font Ixent, el de la Font, el de la Ribafeta (nom antic), el del Cassanac, abans Via de la Garriga, o de les Bragues, el de l'Eirola, abans, Via de l'Eirola, el del Fossar, o de Santa Coloma, el del Rentador, o de les Terres Mitjanes, abans, Via del Freixonell, el dels Cortals, el del Solà, el de Potis, o dels Camps de Treus, el Camí Vell, o de la Catzina, o del Catginer, el Camí Vell del Bosc, la Tira i la Travessa del Fornàs. Els que uneixen Jújols amb els pobles i termes veïns són el Camí, abans Via, de Flaçà, el de Joncet, o de Camaret, el de la Bastida, abans Via del Cleranell, el del Bosc, o de Coll Diagre, abans Via de la Muntanya, o d'Èvol, el de Noedes, o de l'Orri, el d'Oleta, o de Cleranell, i la Ruta Gran de Montlluís.

## Activitats econòmiques
Existeixen en el terme de Jújols només un centenar d'hectàrees dedicades a l'agricultura, en només mitja dotzena d'explotacions. S'hi cull una mica de vinya, hortalisses i arbres fruiters, però la major part de l'espai es dedica a pastures i farratges. Hi ha un miler de caps de bestiar oví. A part d'això, els boscs són extensos (Bosc de Jújols, Bosc d'Oleta i Pinosa de l'Erola) al nord del terme, cosa que fa que hi hagi una certa activitat al voltant de l'explotació de la fusta.
Hi ha una certa presència d'indústria artesanal, en obradors familiars.

## Història

### Edat mitjana
Jújols havia pertangut a la Sajonia del Conflent, amb Serdinyà. En el segle xiii, nombroses famílies de Vilafranca de Conflent posseïen alous a Jújols; els seus delmes eren percebuts en part pels senyors de Mosset, i en part pels monjos de Sant Pere de la Roca. Alhora, una part del terme estava en mans dels cavallers Sa Illa, feudataris del rei. L'any 1265 Guillem de Conilhac adquirí de mans del rei Jaume I la senyoria de Jújols i la trasmeté als seus descendents, fins que el 1310 fou infeudada a Hug de Tatzó per Jaume II de Mallorca, llevat del mer i mixt imperi, que romangué en mans del rei, fins que el 1422 fou cedit al vescomte d'Èvol. A partir del segle xv la senyoria de Jújols passà diverses vegades de mans: Miquel Tort, de Vilafranca, el 1414 a Jaume Guillem, també de Vilafranca, per successió de l'anterior, i el 1464 als Molner.

### Edat Moderna
La senyoria de Jújols encara passà el 1615 als Casanova, que la perderen en un litigi el 1634 a favor dels Ros, tot i que els primers hi conservaren alguns drets. La senyoria dels Ros passà el 1747 a Bonaventura de Camprodon de Caramany, mentre que els drets dels Ros passaren als Maria de Rià. Tots aquests drets s'extingiren amb la Revolució Francesa.

## Demografia
Jújols és la vintena comuna dels Països Catalans, i la dotzena del Conflent.

### Demografia antiga
La població està expressada en nombre de focs (f) o d'habitants (h)
| 25 f | 15 f | 5 f | 5 f | 8 f | 21 f | 13 f | 168 h | 47 f | 35 f |

(Fonts: Pélissier, 1986.)
Notes:
- 1720: per a Jújols i Flaçà;
- 1778: per a Jújols i Flaçà, annex de Serdinyà.

### Demografia contemporània
| Evolució de la població |      |      |      |      |      |      |      |      |
| 1793                    | 1800 | 1806 | 1821 | 1831 | 1836 | 1841 | 1846 | 1851 |
| 189                     | 172  | 242  | 215  | 195  | 191  | 195  | 207  | 218  |

| 1856 | 1861 | 1866 | 1872 | 1876 | 1881 | 1886 | 1891 | 1896 |
| ---- | ---- | ---- | ---- | ---- | ---- | ---- | ---- | ---- |
| 203  | 164  | 137  | 150  | 152  | 159  | 159  | 148  | 157  |

| 1901 | 1906 | 1911 | 1921 | 1926 | 1931 | 1936 | 1946 | 1954 |
| ---- | ---- | ---- | ---- | ---- | ---- | ---- | ---- | ---- |
| 154  | 140  | 113  | 86   | 76   | 60   | 54   | 31   | 28   |

| 1962 | 1968 | 1975 | 1982 | 1990 | 1999 | 2004 | 2009 | 2014 |
| ---- | ---- | ---- | ---- | ---- | ---- | ---- | ---- | ---- |
| 21   | 18   | 11   | 36   | 37   | 43   | 56   | 46   | 46   |

| 2015 |
| ---- |
| 45   |

Fonts: Ldh/EHESS/Cassini fins al 1999, després INSEE a partir deL 2004

### Evolució de la població

Població 1962-2008

## Administració i política

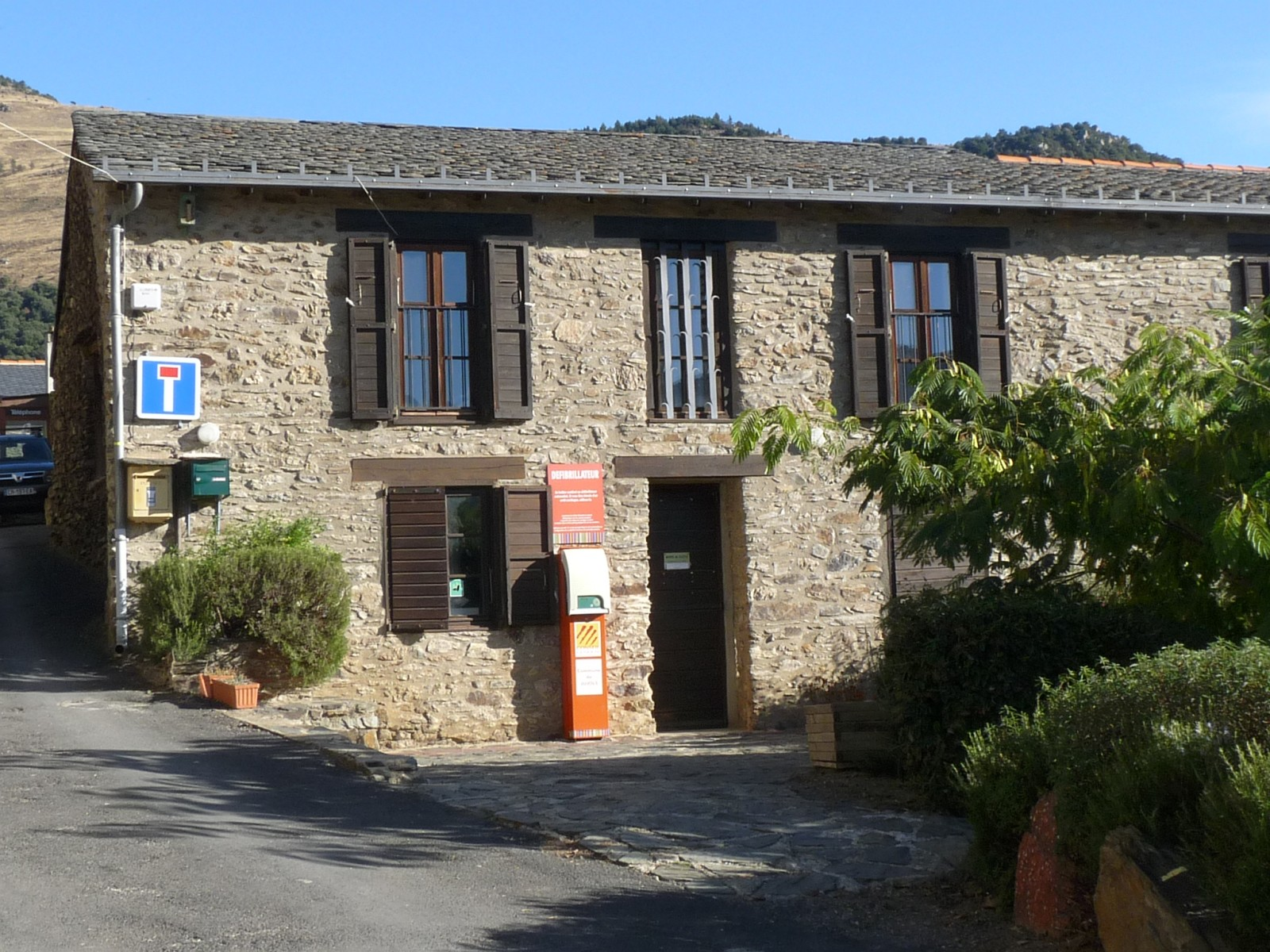
La Casa del Comú de Jújols

### Batlles
| Alcalde              | Període              |
| -------------------- | -------------------- |
|                      |                      |
| Jean-Antoine Jaulent | ?-Juny 1815          |
| Louis Broch          | Juny 1815-?          |
|                      |                      |
| Jean Jaulent         | 1955-1977            |
| Jean Battle          | 1977-1979            |
| Yvon Robert          | 1979-1987            |
| Olivier Robert       | 1987-1989            |
| Yvon Robert          | 1989-1995            |
| Josiane Isnard       | 1995 - 2001          |
| Jean-Louis Arcis     | 2001 - 2008          |
| Eric Nivet           | 2008 - Moment actual |

### Legislatura 2014 - 2020

#### Batlle
- Eric Nivet.

#### Adjunts al batlle[12]
- 1r: Louis Arcis.

#### Consellers municipals
- Paul Basso
- Cécile Llapasset
- Aurélie Rosselot
- Chantal Serres
- Adrianus Van Vliet.

### Adscripció cantonal

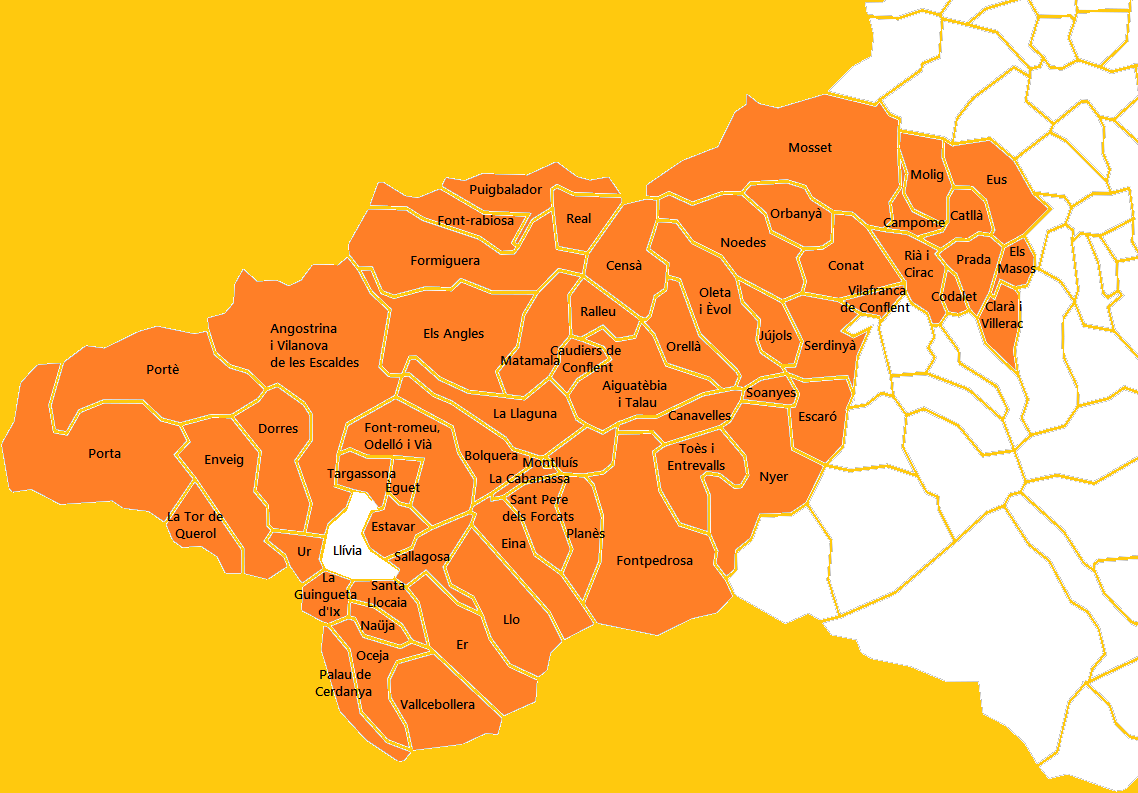
Mapa del Cantó dels Pirineus Catalans

A les eleccions cantonals del 2015 Jújols ha estat inclòs en el cantó número 13, dels Pirineus Catalans, que inclou els pobles d'Angostrina i Vilanova de les Escaldes, Bolquera, Dorres, Èguet, Eina, Enveig, Er, Estavar, Font-romeu, Odelló i Vià, la Guingueta d'Ix, Llo, Naüja, Oceja, Palau de Cerdanya, Porta, Portè, Sallagosa, Santa Llocaia, Targasona, la Tor de Querol, Ur i Vallcebollera, de la comarca de l'Alta Cerdanya, els Angles, Font-rabiosa, Formiguera, Matamala, Puigbalador i Ral, de la del Capcir, i les viles de Montlluís, Prada i Vilafranca de Conflent i els pobles d'Aiguatèbia i Talau, la Cabanassa, Campome, Canavelles, Catllà, Caudiers de Conflent, Censà, Clarà i Villerac, Codalet, Conat, Escaró, Eus, Fontpedrosa, Jújols, la Llaguna, Els Masos, Molig, Mosset, Noedes, Nyer, Oleta i Èvol, Orbanyà, Orellà, Planès, Ralleu, Rià i Cirac, Sant Pere dels Forcats, Sautó, Serdinyà, Soanyes i Toès i Entrevalls, de la del Conflent, amb capitalitat a Prada. Són conselleres per aquest cantó Jean Castex i Hélène Josende, de la Unió de la Dreta.

### Serveis comunals mancomunats
Jújols forma part de la Comunitat de comunes de Conflent - Canigó, amb capitalitat a Prada, juntament amb Prada, Arboçols, Campome, Campossí, Canavelles, Castell de Vernet, Catllà, Clarà i Villerac, Codalet, Conat, Cornellà de Conflent, Escaró, Espirà de Conflent, Estoer, Eus, Finestret, Fillols, Fontpedrosa, Fullà, Jóc, Marqueixanes, els Masos, Mentet, Molig, Mosset, Noedes, Nyer, Oleta i Èvol, Orbanyà, Orellà, Pi de Conflent, Rià i Cirac, Rigardà, Saorra, Serdinyà, Soanyes, Sornià, Tarerac, Taurinyà, Toès i Entrevalls, Trevillac, Vallestàvia, Vallmanya, Vernet, Vilafranca de Conflent i Vinçà.

## Ensenyament i Cultura
En l'actualitat, Jújols no disposa d'escola pròpia. Segons les edats dels infants dels dos pobles, les escoles de maternal més properes són a Saorra, Oleta, Fullà, Vilafranca de Conflent, Cornellà de Conflent i Vernet; les de primària, les mateixes anteriors més la de Serdinyà; pel que fa a secundària, els col·legis de Prada són els més propers, i per al batxillerat, també el liceu de Prada, en les seves diverses seccions.